# Giovanni Andrea Piola
Giovanni Andrea Piola (Genova, 1627 – 1681) è stato un pittore italiano.

## Biografia
Figlio del mercante tessile Paolo Battista, Giovanni Andrea era fratello di Pellegro e Domenico. Suoi zii paterni erano Giovanni Gregorio e Pier Francesco, anch'essi pittori.
La data di nascita è da collocarsi nel 1627, anche se alcune fonti la collocano nel 1629. Fu discepolo dei fratelli e già in giovane età venne considerato pittore di talento. Sono attribuibili a lui due tele: Labano consegna Rachele in sposa a Giacobbe e Apollo e Dafne.
La carriera artistica di Giovanni Andrea venne interrotta da un incidente che gli procurò la perdita della sanità mentale.